# Ville (Oise)
Ville ist eine französische Gemeinde mit 746 Einwohnern (Stand: 1. Januar 2022) im Département Oise in der Region Hauts-de-France. Sie gehört zum Kanton Noyon und zum Gemeindeverband Pays Noyonnais. Die Einwohner werden Villois genannt.

## Geografie
Ville liegt im Pays Noyonnais etwa 19 Kilometer nordöstlich von Compiègne und wird vom Flüsschen Divette durchquert. Umgeben wird Ville von den Nachbargemeinden Suzoy im Norden, Larbroye im Nordosten, Passel im Osten, Chiry-Ourscamp im Süden und Südosten, Ribécourt-Dreslincourt im Süden, Cannectancourt im Westen sowie Évricourt im Nordwesten.

## Bevölkerungsentwicklung
| Jahr                      | 1962 | 1968 | 1975 | 1982 | 1990 | 1999 | 2006 | 2013 |
| ------------------------- | ---- | ---- | ---- | ---- | ---- | ---- | ---- | ---- |
| Einwohner                 | 457  | 495  | 555  | 552  | 613  | 675  | 755  | 775  |
| Quelle: Cassini und INSEE |      |      |      |      |      |      |      |      |

## Sehenswürdigkeiten
- Kirche
- Schloss aus dem 19. Jahrhundert

## Persönlichkeiten
- Florent de Ville (vor 1245 gestorben), Ritter und Kreuzfahrer
- Jacques-Barthélémy Marin (1772–1848), Brigadegeneral der Infanterie